# Чёлончён
Чёлончён — река в Иркутской области России, правый приток Большого Патома.

## Общая информация
Исток находится на Патомском нагорье, в 159 км к северо-востоку от Бодайбо, на высоте более 1000 м над уровнем моря. В верхнем течении встречаются наледи. В верховьях и в среднем течении течёт в основном на север, после впадения реки Станнах направление меняется на западное. Преимущественно протекает по горной тундре, в долине — лиственничная тайга. Впадает в Большой Патом в 244 км от его устья по правому берегу, выше впадения реки Тонода, на высоте менее 300 м над уровнем моря. Ширина в нижнем течении — около 70 м при глубине 1 м; скорость течения в низовьях — 1-1,5 м/с. 
Длина реки составляет 194 км, площадь водосборного бассейна — 3350 км². Населённых пунктов на реке нет.
Притоки длиной 30 км и более:
- Левые: Божиттах (длина 30 км)
- Правые: Семикача (длина 33 км)

## Данные водного реестра
По данным государственного водного реестра России и геоинформационной системы водохозяйственного районирования территории РФ, подготовленной Федеральным агентством водных ресурсов:
- Бассейновый округ — Ленский
- Речной бассейн — Лена
- Речной подбассейн — Лена между впадением Витима и Олёкмы
- Водохозяйственный участок — Лена от впадения реки Витим до водомерного поста села Мача, без реки Нюи